# Roland Jupiter-8
Le Jupiter-8 est un synthétiseur analogique polyphonique 8 voix conçu par la société Roland.

## Origines
Après une première tentative de mise au point d'un synthétiseur polyphonique (le Jupiter-4 de 1978, au succès mitigé) Roland lance en 1981 un instrument haut-de-gamme, le Jupiter-8 (JP-8) avec comme complément une série de claviers plus économiques logiquement appelée Juno. La concurrence est alors essentiellement américaine, le très novateur Prophet 5 de Sequential Circuits domine le marché depuis 1978, et Oberheim propose des claviers robustes, adaptés à la scène, comme l'OB-Xa. Le JP-8 est donc directement conçu pour offrir les mêmes prestations que ces prestigieux synthétiseurs.

## Taillé pour la scène
Équipé d'un microprocesseur Zilog Z80, le JP-8 a une mémoire pour conserver les réglages de 64 sons et dispose en plus de 8 mémoires de « scènes » qui tiennent compte du découpage du clavier en 2 zones pour 2 sons simultanés. Plusieurs modes de jeux sont disponibles, monophonique, polyphoniques. En complément, il intègre un arpégiateur ainsi qu'une mémoire d'accords.

## Évolutions
Il existe deux versions du JP-8. La seconde version datant de 1982 appelée JP-8A apporte des améliorations au niveau de l'accordage, et surtout est équipé d'un port DCB, précurseur de la norme MIDI. Le DCB permettait de connecter des séquenceurs comme les JSQ. Roland distribuera ensuite le MD8, un convertisseur DCB vers MIDI, qui transforme le JP-8 en un des premiers analogiques « midifiés ».
Seuls deux mille exemplaires ont été commercialisés, ce qui explique sa rareté et en partie l'inflation de sa cote d'occasion (1 300 € encore en 2002, puis 4 000 € environ en 2011), son prix était quand même de 39 000 FF environ à sa sortie en 1981.

## Réputation
Le Jupiter-8 rencontre un franc succès, car ses sonorités s'intègrent facilement dans un groupe d'instruments. Il est également très fiable et solidement construit. Son aspect moderne tranche pour l'époque, coque aluminium, couleurs vives, LED, afficheur numérique.
Capable d'une grande palette sonore, le JP-8 tire avantage de la grande rapidité de ses enveloppes pour exceller dans les sons percussifs.

## Successeurs

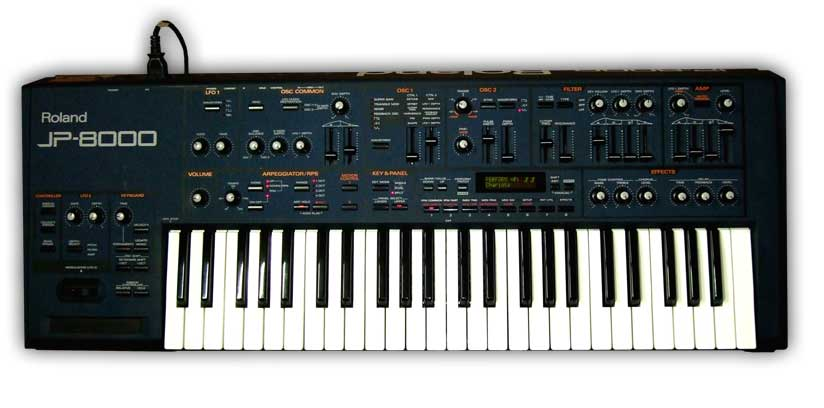
Roland JP-8000

Le Jupiter-8 existe également sous forme de rack, il s'agit du Roland Super Jupiter MKS-80 (avec sa « télécommande » optionnelle MPG-80, qui donne un accès direct à chaque paramètre) sorti en 1984.
Son successeur, le Jupiter-6 (1983), intègre une interface MIDI et offre des possibilités ainsi qu'une couleur sonore légèrement différentes.
En 1997, Roland sort le JP 8000, un synthétiseur numérique à modélisation analogique, capable d'imiter dans une certaine mesure le Jupiter.

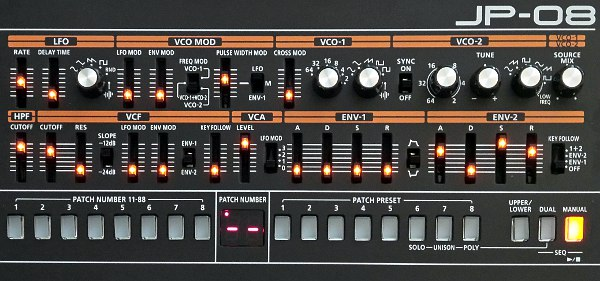
Détail du JP-08

En 2011 sort le Jupiter-80. Un synthétiseur numérique capable d'imiter de manière réaliste le son de tout type d'instruments acoustiques et de synthèse numérique ou analogique, proposant entre autres les sons modélisés des Jupiter-8, D50, JX-8P ou JD800.
En 2015, Roland propose des « rééditions » limitées et aux petits formats de quelques-uns de ses fleurons. L'un d'eux est l'unité JP-08 qui possède les paramètres du Roland Jupiter-8 et en modélise le son en utilisant l'algorithme Analog Circuit Behaviour (une émulation numérique fidèle des différents composants analogiques). 

## Caractéristiques techniques
- Polyphonie : 8 voix
- Multitimbralité : 2 parties (« split » possible du clavier)
- Oscillateurs : 2 VCO par voix, soit 16 oscillateurs au total, avec pour les VCO1 : triangle, dent-de-scie, impulsion avec PWM, carré, réglage de hauteur sur 4 octaves, et pour le VCO2 : dent-de-scie, impulsion avec PWM, et un générateur de bruit. Réglage de volume pour chaque VCO.
- Filtres : passe-bas commutable en 12 dB ou 24 dB, et passe-haut à 6 dB par octave avec leur propre enveloppe ADSR.
- Amplitude : enveloppe ADSR avec possibilités de mixer le niveau de chaque oscillateur.
- LFO : 1 seul avec 4 formes d'ondes : sinus, triangle, rampe et aléatoire
- Mémoires : 64 + 8 présélections[1]
- Contrôles externes : DCB sur la révision A
- Tarif d'origine : environ 6 000 € (39 000 FF)

## Artistes ayant utilisé le Jupiter-8
- Depeche Mode - sur divers albums
- Duran Duran - Hungry Like the Wolf
  - Aussi sur la chanson Rio du même artiste, une rumeur court que le Jupiter-8 est utilisé, mais c'est en réalité le Jupiter-4[réf. nécessaire].
- Harold Faltermeyer - Axel F
- Talk Talk - Such a Shame
- Michael Jackson - Thriller
- Jean Michel Jarre - Chronologie
- Howard Jones
- No Doubt - Just a Girl
- The Prodigy
- Arrowbass Hexasonic
- William Orbit
- David Bowie
- Underworld
- Nero
- Moby
- Journey - Separate Ways
- Laurent Boudic
- Meat Beat Manifesto
- Queen - Hot Space, Queen on Fire: Live at the Bowl (1982/2004), The Works (1984), A Kind of Magic (1986)
- The Cars - Heartbeat City, Door to Door
- Shriekback
- Roger Joseph Manning Jr.
- Devo - Oh, No! It's Devo
- Spliff - Heut' Nacht
- Freur - Doot Doot
- Foreigner - That was yesterday
- Go West - We Close Our Eyes
- Rush - Signals
- Indochine - L'aventurier, Le Péril jaune, 3, Indochine au Zénith
- Tears for Fears, (Ian Stanley) - Mad World
- Jan Hammer - Crockett's Theme
- Electric Light Orchestra - All over the world
- Jamie Jones[2]
- Gold